# Louise Agostini
Pour les articles homonymes, voir Agostini.
Louise Agostini, née le 17 avril 1874 à Bruxelles et morte en 1965, est une chocolatière belge, inventrice du ballotin, et la femme de Jean Neuhaus,, l'inventeur de la praline.

## Biographie
Marie Louise Henriette Eulalie Agostini naît en 1874 à Bruxelles, fille d'Auguste Agostini et Philomène Catherine Joseph Libois. En 1900, elle épouse dans la même ville le confiseur Jean Neuhaus.
Jean Neuhaus est l'inventeur de la praline en 1912. Il reprend la pharmacie-confiserie-chocolaterie familiale se trouvant galerie de la Reine. En 1912, il crée le premier chocolat fourré : la praline est née.
Trois ans plus tard, Louise Agostini imagine une nouvelle façon plus raffinée pour vendre des pralines : c'est la naissance du ballotin. Le but de ce dernier étant de ne pas endommager les pralines. 
Louise Agostini va suggérer à son mari d'utiliser un style unique et le « N » de Napoléon pour décorer la boutique et les ballotins. Elle va aussi avoir l'idée d'utiliser le vert impérial et la couleur dorée. Elle décède en 1965.